# Serrat de les Fonts
El Serrat de les Fonts o des Fonts és una serra de la Vall de Boí (Alta Ribagorça), dins del Parc Nacional d'Aigüestortes i Estany de Sant Maurici.

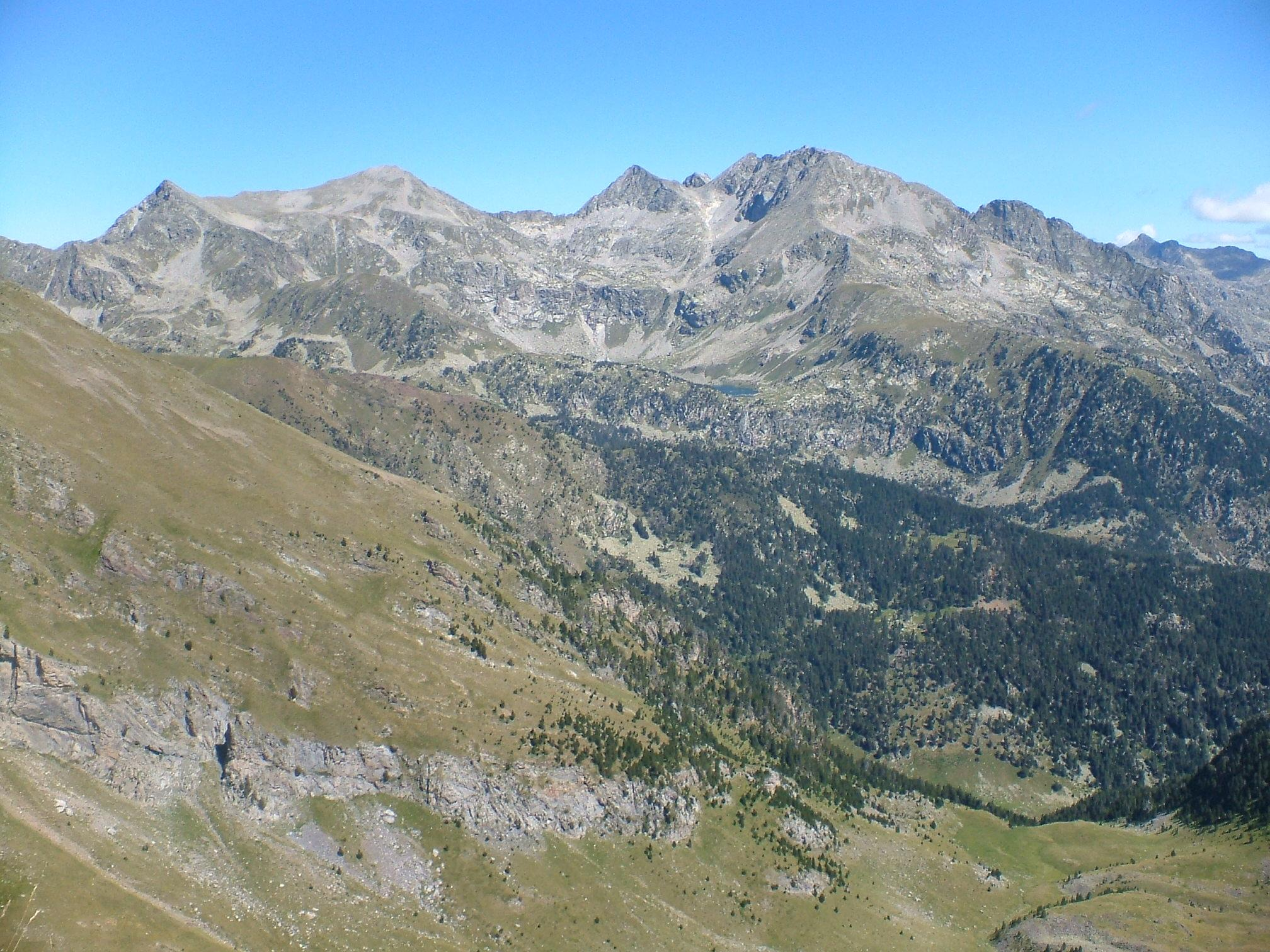
En primer pla la Coma Minyana de la Vall de la Montanyeta, el Serrat de les Fonts la separa de la Vall de Llubriqueto. Darrere és visible el Circ de Gémena, i els massissos de Besiberri i Comalestorres (Imatge amb anotacions)

La seva cresta s'eleva d'est-sud-est a oest-nord-oest, separant la septentrional Vall de Llubriqueto de la meridional Vall de la Montanyeta. Els Bonys de la Cova (2.415,4 m) marquen el seu límit occidental i el Bony dels Roures (2085,5 m) l'oriental.